# Прямий авіарейс
Прямий рейс в авіаційній промисловості – це будь-який політ між двома пунктами авіакомпанії без зміни номерів рейсів, який може включати одну або більше зупинок у проміжних пунктах. Зупинка може бути або для того, щоб отримати нових пасажирів (або дозволити деяким висадитися), або для технічної зупинки ( тобто для дозаправки). Прямі рейси часто плутають із прямими рейсами, які є окремим випадком прямих рейсів без проміжних зупинок. У разі зміни номера рейсу наступний рейс називається рейсом з пересадкою.

## Загальні аспекти
Термін «прямий рейс» юридично не визначений у Сполучених Штатах, але з 1970-х років Офіційні довідники авіакомпаній визначили цей термін просто як рейс(и) з одним номером рейсу.  (У попередні роки «прямий» в OAG дійсно означав «без зміни літака». ) Хоча так звані «прямі» рейси можуть, таким чином, включати зміни в літаку (« зміну колії ») або навіть авіакомпанії  в проміжній точці, вони зазвичай, але не завжди, відрізняються від «стикувальних рейсів» у що авіакомпанія забезпечить залежність між кількома етапами рейсу, тому другий етап не зможе працювати, якщо перший етап не прибув до аеропорту відправлення. Прямі рейси, які передбачають пересадку літака, зазвичай пересаджуються на літаки біля сусідніх або найближчих виходів.
Авіакомпанії, аеропорти та органи безпеки в певній країні застосовують різні правила щодо того, чи можуть пасажири залишатися в літаку на маршрутах, які не передбачають пересадки. Наприклад, рейси, які потребують зупинки лише для дозаправки, зазвичай не дозволяють пасажирам висаджуватися з літака. З іншого боку, рейси, на яких відбувається зміна літака (зміна габариту), можуть вимагати від пасажирів висадки та перебування в зоні очікування з міркувань безпеки та належної кількості пасажирів. У зв'язку з цим прямий рейс із проміжними зупинками може передбачати або не включати зміну екіпажу.
Авіакомпанії також можуть пропонувати стикування до аеропорту консолідації, як правило, до центру авіакомпанії, де продовження польоту з кількох літаків здійснюється до одного літака, зазначеного під декількома номерами рейсів. На відміну від традиційних прямих рейсів, декілька етапів такого «прямого» польоту фактично працюють як окремі/незалежні етапи, так що останній етап може працювати без будь-якої залежності чи розгляду попереднього етапу. Іншими словами, рейс, який складається з останнього етапу, може вирушити, навіть якщо рейс, який включає попередній етап, не прибув.

## Дивіться також
- Внутрішній авіарейс
- Міжнародний авіарейс
- Безпосадковий авіарейс
- Тривалість польоту